# Resolució 148 del Consell de Seguretat de les Nacions Unides
La Resolució 148 del Consell de Seguretat de les Nacions Unides, aprovada per unanimitat el 23 d'agost de 1960, després d'examinar l'aplicació de la República del Níger per a ser membre de les Nacions Unides, el Consell va recomanar a l'Assemblea general la República del que Níger fos admesa.